# Gura Caliței
Gura Caliței est une commune du județ de Vrancea en Roumanie.